# Raffaele Rubattino
Raffaele Rubattino (né à Gênes, le 10 octobre 1810, mort le 1er novembre 1881) est un entrepreneur et un armateur italien.
Rubattino fut un capitaine d'industrie et l'un des pères de l'armement de la marine marchande de l'Italie, à partir du port de Gênes.

## Biographie
Raffaele Rubattino est né à Gênes le 10 octobre 1810. Sa famille appartient à la bourgeoisie commerçante ; sa mère est une Gavino, famille apparentée avec Bianca Rebizzo.

### Activité entrepreneuriale
En 1833, il s'associe avec les parents de Giovanni Battista Gavino et Lazzaro Rebizzo pour fonder une société de voitures à chevaux qui transportent des voyageurs entre Gênes et Milan. Puis il se consacre au secteur de l'assurance et, en 1837, fonde la Compagnia Lombarda di Assicurazione Marittima.
Toujours dans l'activité des transports, en 1841, il instaure un service public pour rejoindre Sampierdarena à Ponte Pila, en ayant l'idée de la nécessité de relier rapidement Gênes au pôle industriel naissant de Sampierdarena.

### Activité d'armateur
Suivant l'exemple de ce qu'avaient entrepris à Trieste, les fondateurs de la Lloyd, il passe en 1838 des assurances maritimes à la création d'une compagnie de navigation maritime, appelée De Luchi-Rubattino. Un an après, elle débute les liaisons entre la capitale de la Ligurie, et les port de Marseille, Livourne et Naples. Le premier navire de la compagnie est le Dante.
Trois ans après le début de l'activité, en 1841, il dispose de quatre bateaux à vapeur y compris les bâtiments modernes Polluce et Castore, qui font de la société une des premières exploitations de la Méditerranée. En 1841, le Polluce coule à la suite d'une collision (probablement pour voler sa cargaison) avec un bateau à vapeur d'une compagnie napolitaine.
À la fin de 1844, la société change de nom : elle devient la Società per la navigazione de' battelli a vapore sul Mediterraneo. La flotte s'accroît, en 1846, elle dispose de six navires. En 1851, la société commence à relier régulièrement Gênes et à la Sardaigne. En 1881, quelques mois avant sa mort, Rubattino passe un accord avec l'armateur sicilien Vincenzo Florio pour créer la Navigazione generale italiana (qui devient plus tard la Société italienne de navigation du groupe Finmare).
En 1854, Raffaele Rubattino met en place une ligne maritime reliant Gênes au Maroc. C'est un des premiers armateurs italiens à réaliser l'importance des routes commerciales vers le Proche-Orient. Il essaye aussi de se développer en dehors de la Méditerranée, en participant à la Compagnie de navigation transatlantique, fondée en 1852, qui ne fournit pas de résultats positifs.
Dans d'autres secteurs industriels, il garde un œil attentif sur la croissance de l'industrie lourde et devient actionnaire des ateliers Ansaldo de Sampierdarena.

### Patriote
Rubattino soutient l'unification italienne. Il est un ami de Cavour, Nino Bixio avec qui il partage l'extension des activités maritimes italiennes sur les mers, Giuseppe Biancheri ou Paolo Boselli.
Il fournit d'abord à Carlo Pisacane, puis à Giuseppe Garibaldi les navires pour les expéditions dans le sud de l'Italie, dont l'expédition des Mille pour laquelle sa contribution reste secrète pour ne pas mettre en péril son activité industrielle. Dans le cas de Pisacane avec le bateau Cagliari  comme pour l'expédition des Mille de Garibaldi avec le Piemonte et la Lombardia, il affirme que les navires ont été volés.
Après l'unification italienne, un gendre de Garibaldi, Stefano Canzio, occupe un poste à la Società generale italiana di navigazione.
Raffaele Rubattino maintient ses amitiés de jeunesse avec des personnes impliquées dans les événements du Risorgimento, comme Jacopo Ruffini. Cependant, il n'a pas d'activité politique officielle bien qu'il affirme des aspirations progressistes.
Par l'intermédiaire du missionnaire-explorateur Giuseppe Sapeto, sa compagnie acquiert pour le compte du gouvernement italien en 1869 la baie d'Assab en Érythrée qui lui sert à l'approvisionnement en charbon pour ses navires. Rubattino cède formellement le territoire au gouvernement en 1882, ce qui marque le début de l'expansion coloniale italienne.

## Hommage
Une statue de bronze lui est dédiée, place Caricamento (Gênes), dans le quartier de Sottoripa, à côté du Palazzo San Giorgio. L'auteur de la statue est le sculpteur Augusto Rivalta qui réalisa le portrait en 1889. La Société gymnique de Gênes, fondée en 1894, porte également son nom.